# Presidente Dutra
Presidente Dutra este un oraș în statul Bahia (BA) din Brazilia.